# Grover Records
Pour les articles homonymes, voir Grover.
Grover Records, ou simplement Grover, est un label discographique allemand de ska et reggae, basé à Münster.

## Histoire
Le label est fondé par Oswald « Ossi » Münnig, et débute ses activités avec la sortie du premier album de Mr. Review, qui est une réédition de chez Unicorn. Dans un entretien effectué à Ox-Fanzine, Reinhild Sandner, à cette période dirigeant du label, confie que « Grover Records s'est développé à partir de ce qui était initialement prévu comme un outil promotionnel ». Par la suite, le label prend son essor et produit notamment Dr. Ring Ding, New York Ska-Jazz Ensemble et  Laurel Aitken, et se charge des éditions européennes des albums de groupes comme The Toasters, Tokyo Ska Paradise Orchestra. En moins de quinze ans, Grover est devenu un label de référence en matière de ska.
Grover a aussi créé une sous-labels destinés aux groupes débutants et proposant des disques à tarif réduit comme Elmo Records, qui a sorti notamment le premier album de Dr. Woggle and the Radio et celui de 27 Red.
En 2015, reggae-steady-ska.com nomme l'album One Time des Soul Radics, sorti aux États-Unis par Jump Up Records, en Europe par Grover Record, parmi son classement des « albums d'avril 2015 ». Depuis le début des années 2020, le label semble avoir définitivement fermé.